# Barskimming New Bridge
Die Barskimming New Bridge ist eine Straßenbrücke nahe der schottischen Ortschaft Mauchline in der Council Area East Ayrshire. 1971 wurde die Bogenbrücke in die schottischen Denkmallisten in der höchsten Denkmalkategorie A aufgenommen.

## Beschreibung
Die Barskimming New Bridge wurde wahrscheinlich im Jahre 1788 errichtet. Rund zwei Kilometer südlich von Mauchline führt sie die Zufahrt des Landhauses Old Barskimming über den River Ayr. Die Bogenbrücke überspannt das Flusstal mit einem einzelnen Bogen. Die schlichte Brüstung des Sandsteinbauwerks ist mit Obelisken gestaltet. Auf beiden Seiten führen Rampen auf die Brücke.
Teil des Denkmals ist das langgezogene Arbeiterhaus am Südufer. In das Mauerwerk aus Bruchstein vom roten Sandstein sind meist zwölfteilige Sprossenfenster eingelassen. Das Gebäude schließt mit einem schiefergedeckten Walmdach. An das Gebäude grenzt eine Aussichtsplattform an. Sie wurde über einer Höhle errichtet und ist mit spitzbögigen Fenster gestaltet.